# Pasqualino Moretti
Pasqualino Moretti (Spino d'Adda, 14 marzo 1947) è un ex ciclista su strada italiano.

## Carriera
Nato nel 1947 a Spino d'Adda, in provincia di Cremona, non è mai passato professionista, gareggiando per tutta la carriera, terminata nel 1974 a 27 anni, da dilettante. Ha vinto il G.P. Fiera del Perdono nel 1968 e la Milano-Bologna nel 1970 con la G.S. Bovis Univor. Ha partecipato ai Mondiali di Mendrisio 1971, nella cronosquadre Dilettanti, arrivando 4º.
A 25 anni ha preso parte ai Giochi olimpici di Monaco di Baviera 1972, terminando 9º nella cronometro a squadre insieme a Osvaldo Castellan, Francesco Moser e Giovanni Tonoli, con il tempo di 2h14'36"2.

## Palmarès
- 1968 (dilettanti)

G.P. Fiera del Perdono
- 1970 (dilettanti)

Milano-Bologna

## Piazzamenti

### Competizioni mondiali
- Campionati del mondo

Mendrisio 1971 - Cronometro a squadre Dilettanti: 4º
- Giochi olimpici

Monaco di Baviera 1972 - Cronometro a squadre: 9º